# Ekstraklasa 2015-2016
L'Ekstraklasa 2015-2016 fu la 90ª edizione della massima serie del campionato polacco di calcio, l'82ª edizione nel formato di campionato. La stagione iniziò il 17 luglio 2015 e si concluse il 15 maggio 2016. Il Legia Varsavia vinse il campionato per l'undicesima volta nella sua storia.

## Stagione

### Novità
Dalla Ekstraklasa 2014-2015 vennero retrocessi in I liga lo Zawisza Bydgoszcz e il GKS Bełchatów, mentre dalla I liga 2014-2015 vennero promossi lo Zagłębie Lubin e il Nieciecza, rispettivamente classificate al primo e al secondo posto.

### Formula
Il campionato si svolgeva in due fasi: nella prima le sedici squadre partecipanti si affrontavano in un girone all'italiana con partite di andata e ritorno, per un totale di 30 giornate. Successivamente, le squadre venivano divise in due gruppi in base alla classifica: le prime otto formavano un nuovo girone e competevano per il titolo e la qualificazione alle competizioni europee; le ultime otto, invece, lottavano per non retrocedere in I liga. Nella seconda fase le squadre portavano metà dei punti conquistati nella prima fase. Al termine della competizione, nel girone per il titolo, la squadra prima classificata era campione di Polonia e si qualificava per il secondo turno della UEFA Champions League 2016-2017, mentre le squadre classificate al secondo e al terzo posto si qualificavano per il primo turno della UEFA Europa League 2016-2017, assieme alla vincitrice della Coppa di Polonia ammessa direttamente al secondo turno. Nel girone per la salvezza le ultime due classificate venivano retrocesse direttamente in I liga.

## Squadre partecipanti
| Club            | Stagione | Città         | Stadio                    | Stagione precedente      |
| --------------- | -------- | ------------- | ------------------------- | ------------------------ |
| Górnik Łęczna   |          | Łęczna        | Stadion Górnika Łęczna    | 14º posto in Ekstraklasa |
| Górnik Zabrze   | dettagli | Zabrze        | Stadion im. Ernesta Pohla | 7º posto in Ekstraklasa  |
| Jagiellonia     |          | Białystok     | Stadion Miejski           | 3º posto in Ekstraklasa  |
| Korona Kielce   |          | Kielce        | Stadion Miejski           | 11º posto in Ekstraklasa |
| KS Cracovia     |          | Cracovia      | Stadion Cracovii          | 9º posto in Ekstraklasa  |
| Lech Poznań     |          | Poznań        | Stadion Miejski           | Campione di Polonia      |
| Lechia Danzica  |          | Danzica       | Stadion Energa Gdańsk     | 5º posto in Ekstraklasa  |
| Legia Varsavia  |          | Varsavia      | Pepsi Arena               | 2º posto in Ekstraklasa  |
| Nieciecza       |          | Nieciecza     | Stadion Bruk-Bet          | 2º posto in I liga       |
| Piast Gliwice   |          | Gliwice       | Stadion Piasta Gliwice    | 12º posto in Ekstraklasa |
| Podbeskidzie    |          | Bielsko-Biała | Stadion Miejski           | 13º posto in Ekstraklasa |
| Pogoń Stettino  |          | Stettino      | Stadion Miejski           | 8º posto in Ekstraklasa  |
| Ruch Chorzów    |          | Chorzów       | Stadion Ruchu Chorzów     | 10º posto in Ekstraklasa |
| Śląsk Breslavia |          | Breslavia     | Stadion Miejski           | 4º posto in Ekstraklasa  |
| Wisła Cracovia  |          | Cracovia      | Stadion Miejski           | 6º posto in Ekstraklasa  |
| Zagłębie Lubin  |          | Lubin         | Dialog Arena              | 1º posto in I liga       |

## Prima fase

### Classifica finale
|  | Pos. | Squadra             | Pt | G  | V  | N  | P  | GF | GS | DR  |
|  | ---- | ------------------- | -- | -- | -- | -- | -- | -- | -- | --- |
|  | 1.   | Legia Varsavia      | 60 | 30 | 17 | 9  | 4  | 58 | 28 | +30 |
|  | 2.   | Piast Gliwice       | 58 | 30 | 17 | 7  | 6  | 49 | 36 | +13 |
|  | 3.   | Pogoń Stettino      | 46 | 30 | 10 | 16 | 4  | 36 | 30 | +6  |
|  | 4.   | Zagłębie Lubin      | 45 | 30 | 12 | 9  | 9  | 41 | 37 | +4  |
|  | 5.   | KS Cracovia         | 45 | 30 | 12 | 9  | 9  | 57 | 42 | +15 |
|  | 6.   | Lech Poznań         | 43 | 30 | 13 | 4  | 13 | 37 | 38 | -1  |
|  | 7.   | Lechia Danzica (-1) | 38 | 30 | 10 | 9  | 11 | 45 | 37 | +8  |
|  | 8.   | Ruch Chorzów (-1)   | 38 | 30 | 11 | 6  | 13 | 37 | 46 | -9  |
|  | 9.   | Podbeskidzie        | 38 | 30 | 9  | 11 | 10 | 37 | 46 | -9  |
|  | 10.  | Korona Kielce       | 37 | 30 | 9  | 10 | 11 | 32 | 37 | -5  |
|  | 11.  | Wisła Cracovia (-1) | 36 | 30 | 8  | 13 | 9  | 45 | 35 | +10 |
|  | 12.  | Jagiellonia         | 35 | 30 | 10 | 5  | 15 | 37 | 54 | -17 |
|  | 13.  | Śląsk Breslavia     | 34 | 30 | 8  | 10 | 12 | 28 | 37 | -9  |
|  | 14.  | Nieciecza           | 33 | 30 | 8  | 9  | 13 | 33 | 43 | -10 |
|  | 15.  | Górnik Łęczna       | 31 | 30 | 8  | 7  | 15 | 30 | 43 | -13 |
|  | 16.  | Górnik Zabrze (-1)  | 25 | 30 | 4  | 14 | 12 | 33 | 46 | -13 |

Legenda:
      Ammessa al girone per il titolo.
      Ammessa al girone per la salvezza.
Note:
Tre punti a vittoria, uno a pareggio, zero a sconfitta.
La classifica viene stilata secondo i seguenti criteri:
- Punti conquistati
- Punti conquistati negli scontri diretti
- Differenza reti negli scontri diretti
- Reti realizzate negli scontri diretti
- Goal fuori casa negli scontri diretti (solo tra due squadre)
- Differenza reti generale
- Reti totali realizzate
- Classifica fair-play
- Sorteggio

Il Ruch Chorzów e il Lechia Danzica hanno scontato 1 punto di penalizzazione per mancanza di tutti i requisiti per l'ottenimento della licenza di partecipazione.
Il Wisła Cracovia e il Górnik Zabrze hanno scontato 1 punto di penalizzazione per mancanza di tutti i requisiti per l'ottenimento della licenza di partecipazione.

### Risultati
|                | Leg  | Pia  | Pog  | Zag  | KSC  | LcP  | LcD  | Ruc  | Pod  | Kor  | WiP  | Jag  | Ślą  | Nie  | GŁę  | GZa  |
| -------------- | ---- | ---- | ---- | ---- | ---- | ---- | ---- | ---- | ---- | ---- | ---- | ---- | ---- | ---- | ---- | ---- |
| Legia Varsavia | –––– | 1-1  | 1-0  | 2-2  | 3-1  | 0-1  | 1-1  | 2-0  | 5-0  | 1-2  | 1-1  | 4-0  | 1-0  | 1-1  | 2-1  | 3-1  |
| Piast Gliwice  | 2-1  | –––– | 0-0  | 2-0  | 2-2  | 2-0  | 2-1  | 3-0  | 3-2  | 0-1  | 1-0  | 2-0  | 1-0  | 1-0  | 3-0  | 3-2  |
| Pogoń Stettino | 0-0  | 3-1  | –––– | 0-0  | 2-2  | 0-2  | 1-0  | 2-3  | 2-0  | 3-2  | 1-1  | 2-1  | 1-1  | 1-1  | 0-0  | 1-1  |
| Zagłębie Lubin | 1-2  | 4-1  | 1-1  | –––– | 4-2  | 2-1  | 1-0  | 3-1  | 1-1  | 0-2  | 1-3  | 0-2  | 1-1  | 2-0  | 0-0  | 2-4  |
| Cracovia       | 1-2  | 1-2  | 4-1  | 1-2  | –––– | 5-2  | 3-0  | 2-1  | 4-1  | 2-2  | 1-1  | 1-1  | 4-1  | 2-3  | 0-0  | 3-0  |
| Lech Poznań    | 0-2  | 0-1  | 1-2  | 2-0  | 2-1  | –––– | 2-1  | 2-2  | 0-1  | 0-0  | 2-0  | 0-2  | 0-1  | 5-2  | 3-1  | 1-1  |
| Lechia Danzica | 1-3  | 3-1  | 1-1  | 3-1  | 0-1  | 0-1  | –––– | 2-0  | 5-0  | 0-0  | 2-0  | 5-1  | 1-0  | 1-1  | 3-1  | 1-1  |
| Ruch Chorzów   | 1-4  | 2-0  | 0-2  | 0-0  | 2-3  | 1-3  | 3-2  | –––– | 1-1  | 2-1  | 2-3  | 0-4  | 1-0  | 4-1  | 0-2  | 1-0  |
| Podbeskidzie   | 2-2  | 2-2  | 2-3  | 1-2  | 0-1  | 4-1  | 1-1  | 1-1  | –––– | 1-1  | 0-6  | 1-1  | 0-1  | 2-0  | 2-0  | 0-0  |
| Korona Kielce  | 1-3  | 1-1  | 1-1  | 0-2  | 0-3  | 0-1  | 4-2  | 1-2  | 0-0  | –––– | 1-1  | 3-2  | 2-2  | 0-1  | 0-2  | 2-1  |
| Wisła Cracovia | 0-2  | 1-1  | 0-1  | 1-1  | 1-2  | 2-0  | 3-3  | 0-0  | 1-2  | 0-0  | –––– | 5-1  | 4-2  | 0-0  | 1-1  | 1-1  |
| Jagiellonia    | 1-1  | 0-2  | 0-0  | 1-2  | 2-2  | 1-0  | 0-3  | 2-1  | 0-3  | 1-0  | 1-4  | –––– | 2-1  | 2-0  | 1-0  | 2-3  |
| Śląsk Wrocław  | 1-4  | 1-2  | 0-0  | 0-2  | 2-1  | 1-1  | 0-0  | 0-0  | 1-1  | 0-1  | 1-0  | 3-1  | –––– | 2-0  | 2-1  | 0-0  |
| Nieciecza      | 3-0  | 3-5  | 1-1  | 1-0  | 1-1  | 3-1  | 0-1  | 0-1  | 0-2  | 0-1  | 2-4  | 2-0  | 1-1  | –––– | 1-1  | 3-0  |
| Górnik Łęczna  | 0-2  | 0-0  | 2-3  | 0-2  | 1-0  | 0-1  | 3-1  | 0-3  | 1-2  | 3-2  | 1-0  | 3-2  | 2-3  | 1-2  | –––– | 2-1  |
| Górnik Zabrze  | 2-2  | 5-2  | 1-1  | 2-2  | 1-1  | 0-2  | 1-1  | 0-2  | 0-2  | 0-1  | 1-1  | 1-3  | 2-0  | 0-0  | 1-1  | –––– |

## Girone per il titolo
I punti conquistati nella stagione regolare venivano dimezzati.

### Classifica finale
|  | Pos. | Squadra        | Pt | G  | V  | N  | P  | GF | GS | DR  |
|  | ---- | -------------- | -- | -- | -- | -- | -- | -- | -- | --- |
|  | 1.   | Legia Varsavia | 43 | 37 | 21 | 10 | 6  | 70 | 32 | +38 |
|  | 2.   | Piast Gliwice  | 40 | 37 | 20 | 9  | 8  | 60 | 45 | +15 |
|  | 3.   | Zagłębie Lubin | 38 | 37 | 17 | 9  | 11 | 55 | 42 | +13 |
|  | 4.   | KS Cracovia    | 36 | 37 | 16 | 10 | 11 | 66 | 50 | +16 |
|  | 5.   | Lechia Danzica | 32 | 37 | 14 | 10 | 13 | 53 | 44 | +9  |
|  | 6.   | Pogoń Stettino | 30 | 37 | 12 | 17 | 8  | 43 | 43 | 0   |
|  | 7.   | Lech Poznań    | 27 | 37 | 14 | 6  | 17 | 42 | 47 | -5  |
|  | 8.   | Ruch Chorzów   | 21 | 37 | 9  | 13 | 15 | 40 | 60 | -20 |

Legenda:
      Campione di Polonia e ammessa alla UEFA Champions League 2016-2017.
      Ammessa alla UEFA Europa League 2016-2017.
Punti portati dalla prima fase:
Legia Varsavia: 30 punti
Piast Gliwice: 29 punti
Pogoń Stettino: 23 punti
Zagłębie Lubin: 23 punti
KS Cracovia: 23 punti
Lech Poznań: 22 punti
Lechia Danzica: 19 punti
Ruch Chorzów: 19 punti
Note:
Tre punti a vittoria, uno a pareggio, zero a sconfitta.
La classifica viene stilata secondo i seguenti criteri:
- Punti conquistati
- Punti conquistati negli scontri diretti
- Differenza reti negli scontri diretti
- Reti realizzate negli scontri diretti
- Goal fuori casa negli scontri diretti (solo tra due squadre)
- Differenza reti generale
- Reti totali realizzate
- Classifica fair-play
- Sorteggio

### Risultati
|                | KSC  | LeP  | LeD  | Leg  | Pia  | Pog  | Ruc  | Zag  |
| -------------- | ---- | ---- | ---- | ---- | ---- | ---- | ---- | ---- |
| KS Cracovia    | –––– | 2-0  | 2-0  |      |      |      |      | 1-0  |
| Lech Poznań    |      | –––– | 0-0  |      | 2-2  |      | 3-0  |      |
| Lechia Danzica |      |      | –––– | 2-0  |      | 2-0  | 2-1  |      |
| Legia Varsavia | 4-0  | 1-0  |      | –––– | 4-0  | 3-0  |      |      |
| Piast Gliwice  | 1-1  |      | 3-0  |      | –––– | 2-1  |      | 0-1  |
| Pogoń Stettino | 3-2  | 1-0  |      |      |      | –––– | 1-1  | 1-3  |
| Ruch Chorzów   | 0-1  |      |      | 0-0  | 0-3  |      | –––– |      |
| Zagłębie Lubin |      | 3-0  | 1-2  | 2-0  |      |      | 4-1  | –––– |

## Girone per la salvezza
I punti conquistati nella stagione regolare venivano dimezzati.

### Classifica finale
|  | Pos. | Squadra         | Pt | G  | V  | N  | P  | GF | GS | DR  |
|  | ---- | --------------- | -- | -- | -- | -- | -- | -- | -- | --- |
|  | 9.   | Wisła Cracovia  | 32 | 37 | 12 | 15 | 10 | 61 | 45 | +16 |
|  | 10.  | Śląsk Breslavia | 31 | 37 | 12 | 12 | 13 | 41 | 46 | -5  |
|  | 11.  | Jagiellonia     | 28 | 37 | 13 | 6  | 18 | 46 | 62 | -16 |
|  | 12.  | Korona Kielce   | 27 | 37 | 10 | 15 | 12 | 39 | 45 | -6  |
|  | 13.  | Nieciecza       | 26 | 37 | 10 | 12 | 15 | 39 | 50 | -11 |
|  | 14.  | Górnik Łęczna   | 24 | 37 | 10 | 9  | 18 | 40 | 53 | -13 |
|  | 15.  | Górnik Zabrze   | 23 | 37 | 6  | 18 | 13 | 38 | 51 | -13 |
|  | 16.  | Podbeskidzie    | 20 | 37 | 11 | 7  | 19 | 45 | 64 | -19 |

Legenda:
      Retrocessa in I liga 2016-2017.
Punti portati dalla prima fase:
Podbeskidzie: 19 punti
Korona Kielce: 19 punti
Wisla Cracovia: 18 punti
Jagiellonia: 18 punti
Śląsk Wrocław: 17 punti
Nieciecza: 17 punti
Górnik Łęczna: 16 punti
Górnik Zabrze: 13 punti
Note:
Tre punti a vittoria, uno a pareggio, zero a sconfitta.
La classifica viene stilata secondo i seguenti criteri:
- Punti conquistati
- Punti conquistati negli scontri diretti
- Differenza reti negli scontri diretti
- Reti realizzate negli scontri diretti
- Goal fuori casa negli scontri diretti (solo tra due squadre)
- Differenza reti generale
- Reti totali realizzate
- Classifica fair-play
- Sorteggio

### Risultati
|                | GŁę  | Gza  | Jag  | Kor  | Nie  | Pod  | Ślą  | Wis  |
| -------------- | ---- | ---- | ---- | ---- | ---- | ---- | ---- | ---- |
| Górnik Łęczna  | –––– | 0-0  |      |      |      | 5-1  |      | 0-3  |
| Górnik Zabrze  |      | –––– |      | 0-0  |      | 1-0  | 2-1  |      |
| Jagiellonia    | 2-0  | 0-0  | –––– |      | 0-1  | 3-2  |      |      |
| Korona Kielce  | 1-1  |      | 1-3  | –––– |      |      | 1-1  | 3-2  |
| Nieciecza      | 0-2  | 1-1  |      | 0-0  | –––– |      |      |      |
| Podbeskidzie   |      |      |      | 1-1  | 0-1  | –––– | 1-2  | 3-4  |
| Śląsk Wrocław  | 3-2  |      | 3-1  |      | 2-1  |      | –––– |      |
| Wisła Cracovia |      | 3-1  | 1-0  |      | 2-2  |      | 1-1  | –––– |

## Statistiche

### Classifica marcatori
Fonte: 90minut.pl
| Gol |  |  | Giocatore           | Squadra                                 |
| --- |  |  | ------------------- | --------------------------------------- |
| 28  |  |  | Nemanja Nikolić     | Legia Varsavia                          |
| 16  |  |  | Airam Cabrera       | Korona Kielce                           |
| 15  |  |  | Deniss Rakeļs       | KS Cracovia                             |
| 15  |  |  | Mariusz Stępiński   | Ruch Chorzów                            |
| 14  |  |  | Paweł Brożek        | Wisła Cracovia                          |
| 13  |  |  | Mateusz Cetnarski   | KS Cracovia                             |
| 13  |  |  | Erik Jendrišek      | KS Cracovia                             |
| 11  |  |  | Josip Barišić       | Piast Gliwice                           |
| 11  |  |  | Kasper Hämäläinen   | Lech Poznań (8), Legia Varsavia (3)     |
| 11  |  |  | Grzegorz Kuświk     | Lechia Danzica                          |
| 11  |  |  | Martin Nešpor       | Piast Gliwice                           |
| 11  |  |  | Marco Paixão        | Śląsk Breslavia (5), Lechia Danzica (6) |
| 10  |  |  | Maciej Gajos        | Jagiellonia (4), Lech Poznań (6)        |
| 10  |  |  | Roman Gergel        | Górnik Zabrze                           |
| 10  |  |  | Mateusz Szczepaniak | Podbeskidzie                            |